# 垂水藤太
垂水 藤太（たるみ とうた、1958年8月29日 - ）は、日本のモデル、俳優。本名同じ。別名、阿川 藤太（）。父は俳優の垂水悟郎。
東京都出身。多摩美術大学グラフィックデザイン科中退、演劇集団 円演劇研究所卒業。木冬社を経て、再びマドモアゼル所属。

## 来歴
当初は役者ではなく美術の道に進むことを志していた。モデルクラブの仕事が忙しくなり大学を中退、その後、演劇集団 円演劇研究所に入る。
1983年、テレビドラマ『おゆう』で俳優デビュー。『宇宙刑事ギャバン』や『特捜最前線』などの東映作品にも出演。
1986年には『超新星フラッシュマン』にて主役のジン / レッドフラッシュ役を演じる。それまではモデルの仕事等で不規則な生活だったため、近所の住民に不審に思われていたが、『フラッシュマン』に出演したことで役者として認知されたと感じたという。
現在はマドモアゼルに所属し、モデル活動をしている。
以前は飲食施設のコンサルティングや日本文化の海外振興事業にも携わっていた。

## 人物
趣味・特技は、散歩、写真、料理、茶道。
『フラッシュマン』のメンバーとは仲が良く、メンバー最年長で2歳下の植村喜八郎以外は年齢が離れていたこともあり、劇中同様のリーダー的な立場として慕われていたという。植村は、意外にひょうきんであると評している。
今後の戦隊シリーズへの出演について韓国紙・中央日報のインタビューで「（2017年時点で）還暦を控えているのでまた戦隊物に出演するのは難しいです。引退までモデルの仕事を続けていこうと思っています」 と語っている。

## 出演

### テレビドラマ
- ポーラテレビ小説 / おゆう（1983年、TBS）
- メタルヒーローシリーズ（ANB）
  - 宇宙刑事ギャバン 第38話「包囲された輸送部隊 正義の太陽剣」（1983年） - 警官
  - 宇宙刑事シャリバン 第44話「バラの香りに満ちた真夜中のシンデレラ」（1984年） - テニスコーチ
  - 特警ウインスペクター 第31話「哀しみの最強ロボ」・第32話「警視庁を占拠せよ」（1990年） - 広崎雄一
  - 特捜エクシードラフト 第30話「狙われた護送作戦」（1992年） - 森山保
  - 特捜ロボ ジャンパーソン 第12話「宅配ロボ大騒動」（1993年） - 重松正
- 特捜最前線 第313話「父と子のブルートレイン!」（1983年、ANB） - 春雄
- 連続テレビ小説 / おしん 第286話・第288話（1984年、NHK）
- 木曜ゴールデンドラマ（YTV）
  - 遺産戦争（1984年）
  - 花道は炎のごとく（1985年）
- 超新星フラッシュマン（1986年 - 1987年、ANB） - 主演・ジン / レッドフラッシュ
- あぶない刑事シリーズ（NTV）
  - あぶない刑事 第51話「悪夢」（1987年） - 山中一郎
  - もっとあぶない刑事 第12話「突破」（1988年） - 山田
- ザ・ハングマン6スペシャル 激突! ハングマンVSテレビゲーム（1987年、ABC）  - 原田信夫
- 隠密・奥の細道 第16話「公儀隠密・お蝶が惚れた」（1989年、TX） - 多田兵助
- 火曜スーパーワイド / 犬笛（1990年、ANB）
- 刑事貴族 第27話「危険な愛情」（1991年、NTV） - 吉崎
- 検事・若浦葉子 最終話「娘を捨てた21年間…再会がレイプ現場!?」（1991年、NTV）
- 七人の女弁護士 第6話「美人外科医の完全犯罪! 暴かれたスキャンダル」（1991年、ANB）
- 大江戸捜査網 第6話「蛍のいのちもっと生きて輝いて」（1991年、TX） - 清吉
- 月曜ドラマスペシャル / 頭取秘書・鳴海美佐子（1991年、TBS）
- 鞍馬天狗 第43話「京都と会津 女心哀し」（1991年、TX） - 新木小一郎
- しゃぼん玉（1991年、CX）
- 土曜ワイド劇場/ かえ玉結婚式殺人事件（1992年、ANB） - 進藤
- 世にも奇妙な物語 春の特別編 / 震える愛（1992年、CX） - 清水（竜子の元恋人）
- ドラマシティ'92 / 悪霊の午後（1992年、YTV）
- ラスト・フレンド（1993年、THK）
- お助け同心が行く! 第2話「毒薬と小町娘」（1993年、TX） - 新次郎
- 火曜サスペンス劇場（NTV）
  - 逃げたい女（1993年4月20日）
  - 白骨が愛した男（1997年8月5日）
- 新空港物語 第2話「シドニー便を待つ女! 殺人容疑者の点と線」（1994年、ANB） - 片岡良二
- 喧嘩屋右近 第3シリーズ 第3話「恋の指南も命がけ」（1994年、TX）

### バラエティー
- クイズ!脳ベルSHOW（2023年1月30日・2月6日、BSフジ） - ゲスト

### 映画
- 劇場版 超新星フラッシュマン（1986年、東映） - 主演・ジン / レッドフラッシュ
- 夢の女（1993年、松竹）
- 打鐘 ジャン（1993年、ヒーロー）
- 絶世好B（2002年、一百年電影有限公司） ※香港映画

### オリジナルビデオ
- THE レイプマン2（1994年）

### 舞台
- アンドロマック（1983年、演劇集団 円）
- タンゴ・冬の終わりに（1984年、パルコ劇場） - トウタ
- なぜか青春時代（1987年、パルコ劇場）
- 竹取物語（演劇集団 円）
- 国語元年（演劇集団 円）
- 調理場（演劇集団 円）
- 天保十二年のシェークスピア（演劇集団 円）
- あなた自身の為のレッスン（演劇集団 円）

### CM
- 城南建設[1]
- 小林製薬 パーシャルデント